# زاكاري بينيت
زاكاري بينيت هو ممثل كندي، ولد في 17 فبراير 1980 بلندن في كندا.

## أعمال

### مسلسلات
- المستكشفان
- الناجي المعين
- ذا زوزوس

## وصلات خارجية
- زاكاري بينيت على موقع IMDb (الإنجليزية)
- زاكاري بينيت على موقع ألو سيني (الفرنسية)
- زاكاري بينيت على موقع ميوزك برينز (الإنجليزية)
- زاكاري بينيت على موقع أول موفي (الإنجليزية)
- زاكاري بينيت على موقع قاعدة بيانات الأفلام السويدية (السويدية)
- زاكاري بينيت على موقع قاعدة بيانات الفيلم (الإنجليزية)
- زاكاري بينيت على موقع كينوبويسك (الروسية)
- زاكاري بينيت على موقع ANN person (الإنجليزية)